# Bulinovac
Bulinovac (cyr. Булиновац) – wieś w Serbii, w okręgu zajeczarskim, w gminie Knjaževac. W 2011 roku liczyła 174 mieszkańców.